# Labeobarbus malacanthus
Labeobarbus malacanthus är en fiskart som först beskrevs av Pappenheim, 1911.  Labeobarbus malacanthus ingår i släktet Labeobarbus och familjen karpfiskar. IUCN kategoriserar arten globalt som livskraftig. Inga underarter finns listade i Catalogue of Life.